# Jim Duggan
James Stuart "Jim" Duggan (14 de gener de 1954 -), és un lluitador professional nord-americà, que treballa actualment a la marca de RAW de l'empresa World Wrestling Entertainment (WWE).